# Myiopharus albomicans
Myiopharus albomicans là một loài ruồi trong họ Tachinidae.